# Matthias Megyeri

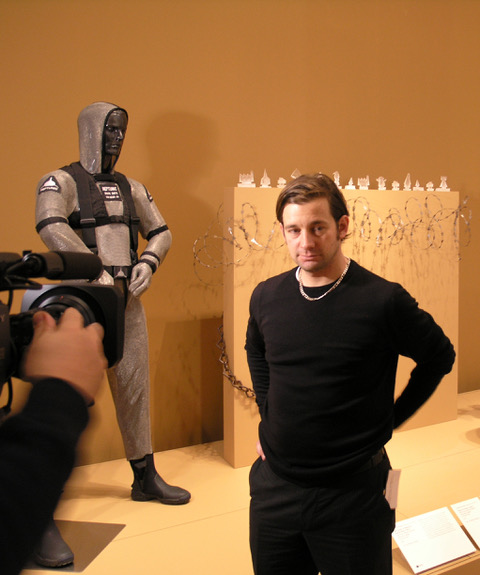

Matthias Megyeri (* 1973 in Stuttgart) ist ein deutscher Konzeptkünstler, Designer und Dozent mit ungarischen Wurzeln. Seine Arbeiten finden oft im öffentlichen Raum statt und verhandeln die Ästhetik von Sicherheit und deren Wirkung auf die Gesellschaft. Megyeri hat einen interdisziplinärem Ansatz von Gestaltung und Fotografie über Architektur und Skulptur. Seine Arbeiten sind unter anderem in den Sammlungen des Museum of Modern Art, New York und im Ludwig Muzeum in Budapest zu finden.

## Werdegang
Ende der 1980er Jahre war Megyeri als Sprüher unter dem Namen MASEEE einer der Akteure der Stuttgarter Graffiti- und Hiphop-Szene aus der später die Kolchose wurde. Megyeri studierte von 1995 bis 2001 an der Hochschule für Gestaltung in Karlsruhe Visuelle Kommunikation bei Gunter Rambow (Politisches Plakat) und Kurt Weidemann. Danach hat er von 2001 bis 2003 Critical Design am Royal College of Art bei Ron Arad, Anthony Dunne und Noam Toran studiert. Für seine Masterarbeit entwickelte er die ersten Prototypen der Serie Sweet Dreams Security®. Aus diesem Projekt entstand die Sicherheitsfirma des gleichen Namens. Mergyeris Arbeiten bekamen internationale Medienaufmerksamkeit und wurden in Museen und Institutionen weltweit gezeigt. Ende 2008 kehrte Matthias Megyeri anlässlich eines Stipendiums an der Akademie Schloss Solitude nach Stuttgart zurück. Seit 2011 arbeitet Megyeri als freischaffender Künstler mit Schwerpunkten Installation im öffentlichen Raum und Kunst am Bau. Ferner ist er als Dozent, Workshopleiter und Juror international tätig.